# Éditions du Seuil
Éditions du Seuil (pronúncia em francês: [edisjɔ̃ dy sœj]), também conhecida como Le Seuil, é uma editora francesa fundada em 1935 pelo intelectual católico Jean Plaquevent (1901–1965) e atualmente pertencente a La Martinière Groupe. A empresa publicou obras de uma série de estudiosos reconhecidos como Jacques Lacan, Roland Barthes, Edgar Morin e Pierre Bourdieu, além de traduções de nomes como Noam Chomsky, Jorge Luis Borges e Alexander Soljenítsin.